# Mösskapucin
Mösskapucin (Cebus apella) är en däggdjursart som först beskrevs av Carl von Linné 1758.  Cebus apella ingår i släktet kapuciner och familjen cebusliknande brednäsor.

## Utseende
Mösskapucin har huvudsakligen en brun pälsfärg. Vid skuldran och buken är den gulbrun. Kännetecknande är en större svart fläck på huvudet som påminner om en mössa, vad som gav arten sitt svenska trivialnamn. Även händer, fötter och svansen är mörkare brun till svart. Bakom öronen finns tofsar. Kroppslängden (huvud och bål) är i genomsnitt 39 cm för honor och 45 cm för hanar. Svansen är ungefär lika lång som övriga kroppen och kan användas som gripverktyg. Vikten varierar mellan 1,3 och 4,8 kg och hanar är tyngre än honor.

## Utbredning och habitat
Denna primat förekommer i norra Bolivia, norra Brasilien och regionen Guyana. Arten vistas i regnskogar, mangroveträsk och i savanner. Den klättrar sällan upp till trädens kronor men är vanlig i skogens undervegetation.

## Ekologi
Mösskapucin är allätare och livnär sig av frukter, blad, blommor och frön samt av insekter och små ryggradsdjur, till exempel grodor, fågelungar mindre däggdjur. Hanar och honor bildar flockar med omkring 18 medlemmar. För varje kön finns en hierarki. Vid födosöket delar sig flocken ibland i mindre grupper. Flockens revir är oftast 60 till 150 hektar stort men kan i sällsynta fall vara 900 hektar stort.
Arten är främst aktiv på dagen.
Honor parar sig främst med flockens dominanta hane men ibland lyckas en annan hane para sig. Mösskapucin kan para sig hela året men de flesta ungar föds under årets torra period. Dräktigheten varar 150 till 160 dagar och allmänt föds en unge per kull, tvillingar förekommer sällan. Ungen klamrar sig fast i moderns päls när flocken förflyttar sig. Könsmognaden infaller för honor efter fyra år och för hanar efter sju år. Vid denna tidpunkt måste hanar lämna sin flock.
Med människans vård kan individer bli 45 år gamla.

## Status och hot
Artens naturliga fiender utgörs främst av rovfåglar. Dessutom jagas den av människor för köttets skull eller den fångas för att hålla den som sällskapsdjur. På Margarita Island hotas mösskapucin dessutom av skogsavverkningar. Populationen som lever där listas av IUCN som akut hotad (CR). Hela beståndet klassificeras däremot som livskraftig (LC).

## Systematik
Mösskapucin är en av åtta arter i släktet kapuciner. Antalet underarter är omstridd. Wilson & Reeder (2005) skiljer mellan 6 underarter och IUCN bara mellan 2 underarter. Enligt Catalogue of Life finns inga underarter alls.